# Ліза Новак
Ліза Марія Новак (англ.  Lisa Marie Nowak), до шлюби Капуто (Caputo; 10 травня 1963, Вашингтон) — астронавтка НАСА, учасниця польоту «Діскавері» STS-121.

## Біографія
Ліза Марія Капуто народилася в італо-американської сім'ї. Уперше зацікавилася космічними польотами у 6 років, коли стежила за висадкою американських астронавтів на Місяць і згодом за польотами американських жінок-астронавток на кораблях Спейс Шаттл.
Закінчила вищу школу Вудворд (C. W. Woodward High School) в Роквіллі, штат Меріленд у 1981 році.

## Кар'єра у флоті
У 1985 році здобула ступінь бакалавра в галузі аерокосмічної техніки у Військово-морській академії США (US Naval Academy) в Аннаполісі (Annapolis), штат Меріленд. Потім, в 1992 році, здобула ступінь магістра в галузі аерокосмічної техніки в US Naval Postgraduate School в Монтеррей (Monterey), штат Каліфорнія.
З 1985 року Капуто проходила навчання в школі морської авіації (Naval Aviation Schools Command). Після її закінчення, у 1987 році, стала офіцеркою морської авіації. Має наліт більше 1500 годин на понад 30 типах літаків.
У липні 2011 року комісія ВМС ухвалила рішення про її звільнення з пониженням у званні до капітана до командера і формулюванням «з причин більш, ніж поважних». Таке звільнення означало, що пільги, належні їй, як офіцеру у відставці, були сильно скорочені. Крім того, було оголошено, що «її поведінка абсолютно не відповідала очікуваним від офіцерів флоту» і «вона продемонструвала зневагу до безпеки колег по роботі». Звільнення набрало чинності з 1 вересня 2011 року.

## Відбір в астронавти

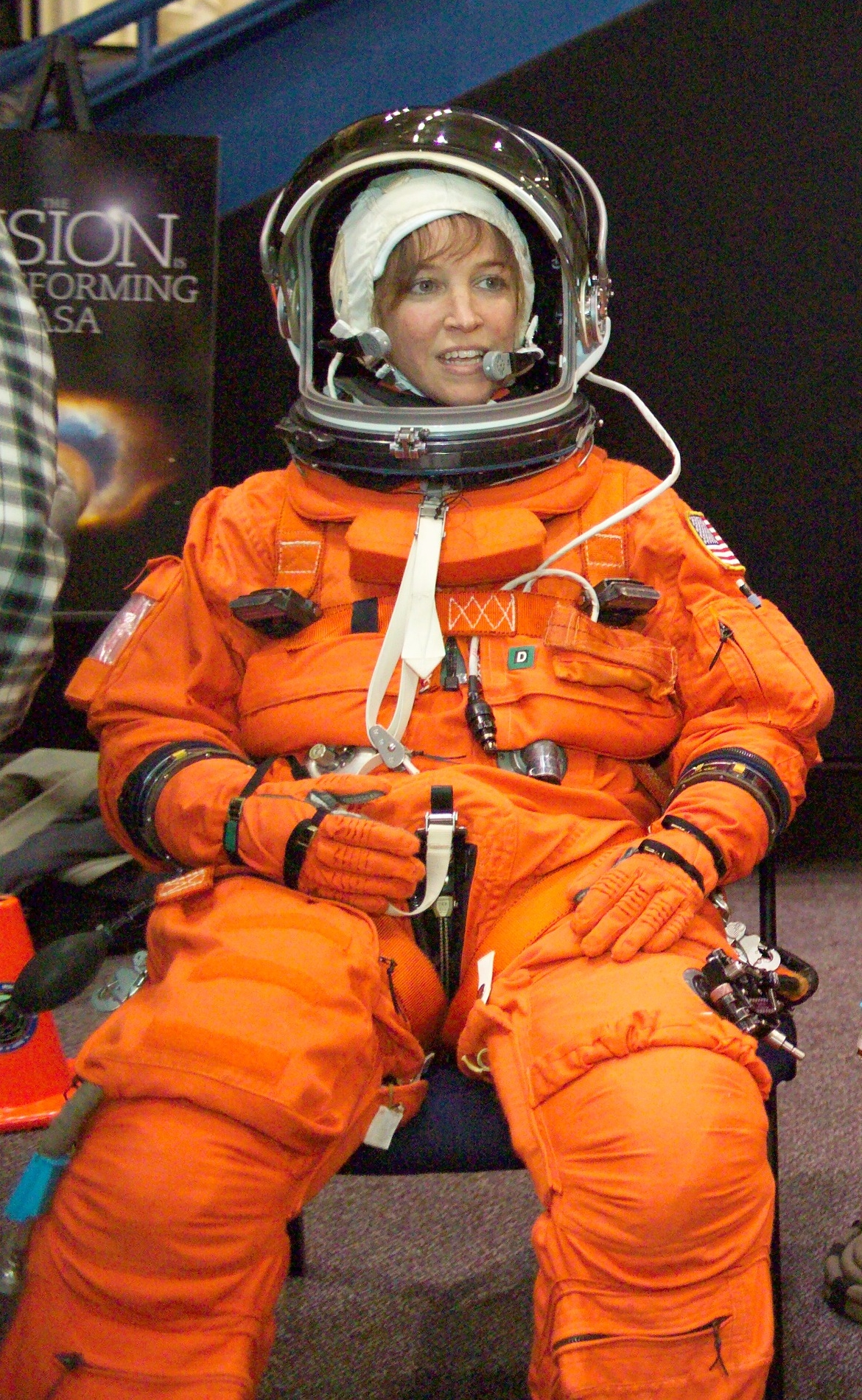
Ліза Новак під час тренінгу

Ліза Новак була відібрана у 16 групу астронавтів НАСА, куди входили 35 кандидатів. До цього в НАСА була лише одна така велика група кандидатів — група 1978 року. Відбір у групу відбувався в кілька етапів. На першому етапі були обрані 2432 претенденти, серед них і Ліза Новак. Далі з претендентів залишилися тільки 123 фіналісти, які в період часу з жовтня 1995 по лютий 1996 року проходили співбесіди та медичні обстеження в космічному центрі ім. Джонсона в Х'юстоні. Новак проходила ці співбесіди в листопаді 1995 року. У середині серпня 1996 року Ліза Новак почала підготовку до космічного польоту як «спеціалістка польоту» в групі, в яку входили 35 американців (10 пілотів і 25 спеціалістів польоту) і 9 астронавтів з інших країн.

## Робота в НАСА
З 2000 року Ліза Новак працювала у відділі планування космічних польотів у бюро астронавтів.
У грудні 2002 року Новак вперше була призначена в екіпаж шаттла (STS-118). Політ планувався на листопад 2003 року. Після катастрофи «Колумбії», політ був перенесений на невизначений час. У листопаді 2004 року Ліза Новак була зарахована в екіпаж «Діскавері» STS-121, який стартував 4 липня 2006 року і провів на орбіті 12 днів. Після польоту в космос вона отримала звання капітана ВМС.
Ліза Новак вважається звільненою з НАСА з 8 березня 2007 року, що стало результатом взаємної угоди між агентством і ВМС США. У заяві NASA особливо уточнюється, що рішення про звільнення Новак жодним чином не відображає позицію агентства за звинуваченнями, висунутими проти Новак.

## Арешт
Ліза Новак була заарештована на парковці міжнародного аеропорту Орландо 5 лютого 2007 року. Їй були пред'явлені звинувачення в спробі викрадення людини, завданні побоїв, спробі злому автомобіля та знищення доказів, а згодом і звинувачення у спробі вбивства. У документах, наданих поліцією, згадується, що Новак приїхала в аеропорт Орландо зі свого будинку в Х'юстоні за півтори тисячі кілометрів з метою «розборки» з капітаном ВПС США Колін Шипман, яку Новак підозрювала в романі з астронавтом Біллом Офелейном. За заявою поліції, Новак готувалася до поїздки, використовуючи підгузок, щоб не витрачати час на зайві зупинки, і зупиняючись в готелях під вигаданими іменами. Приїхавши в аеропорт Орландо в ніч на понеділок, Новак одягла перуку і окуляри, вистежила Шипман і попросилася до неї в машину. Після відмови Новак бризнула в машину з газового балончика, Шипман від'їхала і викликала поліцію, після чого Новак була заарештована. Вона перебувала у в'язниці округу Орандж у Флориді і була випущена під заставу. Після тривалого розслідування, у листопаді 2009 року Новак визнала свою провину, принесла вибачення Шипман і була засуджена на рік умовного ув'язнення.

## Інші відомості
- Ліза Новак була одружена з Річардом Новаком, за повідомленням Reuters, вони розлучилися[10]. Вони мали трьох дітей. Хобі Новак — читання, гра на піаніно, садівництво і кросворди.

- Ліза Новак нагороджена військово-морською медаллю за бездоганну службу (Navy Achievement Medal), медаллю Міністерства Оборони «За похвальну службу» (Defense Meritorious Service Medal), подячною медаллю за службу у ВМС (Navy Commendation Medal) та іншими[11].